# Ravenscar
Ravenscar – wieś w Anglii, w hrabstwie North Yorkshire, w dystrykcie (unitary authority) North Yorkshire. Leży na terenie parku narodowego North York Moors, 63 km na północny wschód od miasta York i 322 km na północ od Londynu.